# Devel
De Devel is een riviertje en natuurgebied in de Zwijndrechtse Waard, ten westen van de stad Zwijndrecht. Het stroompje slingert over een lengte van ruim acht kilometer vanaf park Hoge Devel in Zwijndrecht langs Kijfhoek, het Develbos, de Kleine Lindt en Slobberoord naar de Oude Maas. Het riviertje is op verschillende punten afgedamd en doorsneden door bruggen.
In het verleden vormde de Devel een rivier in het verlengde van de Dubbel. Ten gevolge van de Stormvloed van 1322, waarbij een groot deel van de waard overstroomde en veel mensen verdronken, werd in 1331 door Willem III van Holland de aanzet gegeven tot bedijking van de Zwijndrechtse Waard en afdamming van de Devel bij Groote Lindt en Kleine Lindt. Na afdamming fungeerde hij als boezemwater. Met de ingebruikname van het elektrische gemaal verdween het nut van de boezem. De Devel heeft daardoor een periode deels droog gelegen. Na de uitbreiding van Kijfhoek is de Devel weer uitgegraven als natuurcompensatie (Munnikendevel).
Bijzonder is vooral dat de oorspronkelijke oeverwallen hier nog zichtbaar zijn omdat die nooit zijn gebruikt om dijken op te bouwen. Tegenwoordig vormt het gebied rond de Devel een interessant natuurgebied. In het vogelseizoen is het deels afgesloten voor publiek. Rietvogels hebben het hier prima naar hun zin. Broedvogels zijn onder meer de blauwborst, bruine kiekendief en tapuit en ook de schuwe roerdomp is soms te zien.